# Cotorreta de Mèxic
La cotorreta de Mèxic  (Forpus cyanopygius) és una espècie d'ocell de la família dels psitàcids que habita boscos, sabanes i matolls de la zona occidental de Mèxic, des del sud de Sinaloa fins a Jalisco i l'Estat de Colima.